# Jan Goedart
Jan Goedart (ou Jean Goedart, né en 1617 à Middelburg et mort en 1668) est un peintre néerlandais célèbre pour ses illustrations d'insectes.
Il publie, dans sa ville natale, un livre intitulé Metamorphosis et historia naturalis insectorum entre 1662 et 1667. Pour la première fois, des insectes sont représentés grâce à la technique de la taille-douce. Il est traduit en français en 1700 sous le titre d’Histoire des insectes.
Il s'agit de l'observation minutieuse de toutes les phases de croissances des insectes, de la larve à l'adulte en passant par l'étape de la métamorphose.
Il laisse de côté l'aspect anatomique et illustre uniquement la forme extérieure de ces animaux.
Goedart commet certaines erreurs dues à une mauvaise observation. Ainsi, il indique que les chenilles (au lieu des asticots) peuvent donner, à l'occasion, des mouches.

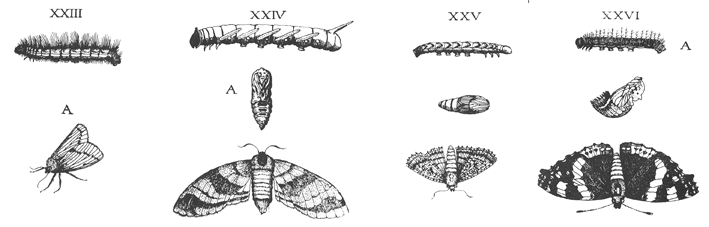
Quatre planches extraites de Metamorphosis de Goedart